# Melanella solida
Melanella solida is een slakkensoort uit de familie van de Eulimidae. De wetenschappelijke naam van de soort werd in 1865 voor het eerst geldig gepubliceerd door George Brettingham Sowerby II.